# Saint-Léonard-de-Noblat
Saint-Léonard-de-Noblat (okzitanisch: Sent Liunard) ist eine französische Gemeinde mit 4319 Einwohnern (Stand 1. Januar 2022) im Département Haute-Vienne in der Region Nouvelle-Aquitaine. Sie gehört zum Arrondissement Limoges und zum Kanton Saint-Léonard-de-Noblat.

## Geografie
Die Gemeinde Saint-Léonard-de-Noblat liegt am Nordufer des Flusses Vienne an der Departementsstraße 941, 21 Kilometer östlich von Limoges.

## Geschichte
|  |
|  |

Saint-Léonard befindet sich am Übergang einer wichtigen Straße von Bourges nach Bordeaux über die Vienne, die bereits vor der römischen Eroberung existierte. Die südlich der Stadt gelegene Brücke Pont-de-Noblat stammt aus dem 13. Jahrhundert. Eine Burg des Bischofs von Limoges hatte die Aufgabe, diese Straße zu kontrollieren. Im 12. Jahrhundert wurde es zu einer wichtigen Etappe auf der Via Lemovicensis, einem der vier historischen „Wege der Jakobspilger in Frankreich“ nach Santiago de Compostela.
Die Verehrung des hl. Leonhard hat ihren Ursprung im 11. Jahrhundert, als eine Biografie mit stark legendären Zügen verfasst wurde. Nach ihr lebte er gegen Ende des 5. Jahrhunderts zunächst am Hofe von König Chlodwig I., bevor er diesen verließ, um Eremit zu werden. Er ließ sich nicht weit von Limoges und dem Grab des hl. Martial im Wald von Pauvain, am Ufer der Vienne, nieder. Nach der Legende schenkte ihm der König von Aquitanien einen Teil des Waldes als Dank für die Fürbitte bei der Geburt seines Kindes. Leonhard habe dort eine Kapelle zu Ehren der Jungfrau Maria und des hl. Remigius errichtet. Mit der Zeit hätten ihn immer mehr Personen aufgesucht, und Gefangene, die durch seine Intervention freigelassen worden waren, hätten bei ihm um Asyl gebeten. Leonhard wurde in der von ihm erbauten Kapelle begraben.
Die Verehrung des hl. Leonhard breitete sich schnell in der gesamten Christenheit aus; sein Grab wurde zur Pilgerstätte. Viele bekannte Persönlichkeiten kamen, um an seinem Grab zu beten:
- Bohemund von Tarent (1106)
- Richard Löwenherz (ca. 1197)
- Karl VII. und sein Sohn, der später Ludwig XI. (1438)
- Eleonore von Österreich, Ehefrau von Franz I. (1541)
- Heinrich II. von Bourbon-Condé (1620)
- Anna von Österreich dankte für die Geburt von Ludwig XIV.
- Zarin Alexandra, Ehefrau von Nikolaus II., schickte einen Vertreter, um am Grab des hl. Leonhard für die Geburt eines Thronfolgers zu beten.

Die Pilgertradition entstand zu Beginn des 11. Jahrhunderts; der Liber Sancti Jacobi empfiehlt den Jakobspilgern ausdrücklich den Besuch des Grabes. Zum Schutz der Reliquien und zwecks Aufnahme der Pilger gründeten deshalb im Jahr 1105 Geistliche ein Stift. Seit dem 12. Jahrhundert umschloss sich der Ort mit Gräben und Mauern. Zwei unterschiedliche Viertel bildeten sich aus: das dem Kult und der Verwaltung gewidmete rund um die Stiftskirche, mit dem Hospital und dem Rathaus, und das der Händler rund um die Markthallen.
1183 wurde der Ort von Räubern, den Paillers, überfallen. Einige Jahre später wurde er vom Herzogtum Brabant eingenommen. Der englische König Johann Ohneland besetzte ihn 1214 mit seiner Armee. Im Verlauf des 13. Jahrhunderts erhielten die Bewohner der Stadt von den französischen Königen das Recht, jährlich acht Konsule zu wählen. 1576 wurden die Calvinisten, die versuchten die Reliquien des hl. Leonhard zu entweihen, von den Bewohnern aus der Stadt gejagt.
Nach der Reformation siedelten sich zahlreiche Klöster an: 1594 die Franziskaner-Rekollekten (Récollets), 1652 die Marien-Schwestern. Drei Büßergemeinschaften bildeten sich, die „Pénitents Blancs“, die „Pénitents Feuilles-Mortes“ und die „Pénitents Bleus“.
Der Name der Stadt stammt vom hl. Leonhard von Limoges, dem Schutzheiligen der Gefangenen und der schwangeren Frauen, ab. Sein Grab befindet sich in der Stiftskirche Saint-Léonard. Zur Zeit der Revolution wurde versucht, den Namen des Ortes durch Tard-Vienne zu ersetzen, doch sehr bald wurde zu Saint-Léonard-de-Noblat zurückgekehrt. Heute ist der Ort für seine Porzellanfabrikation berühmt. Von dort stammt auch die Rinderrasse Limousin.

## Kultur und Sehenswürdigkeiten

### Stiftskirche

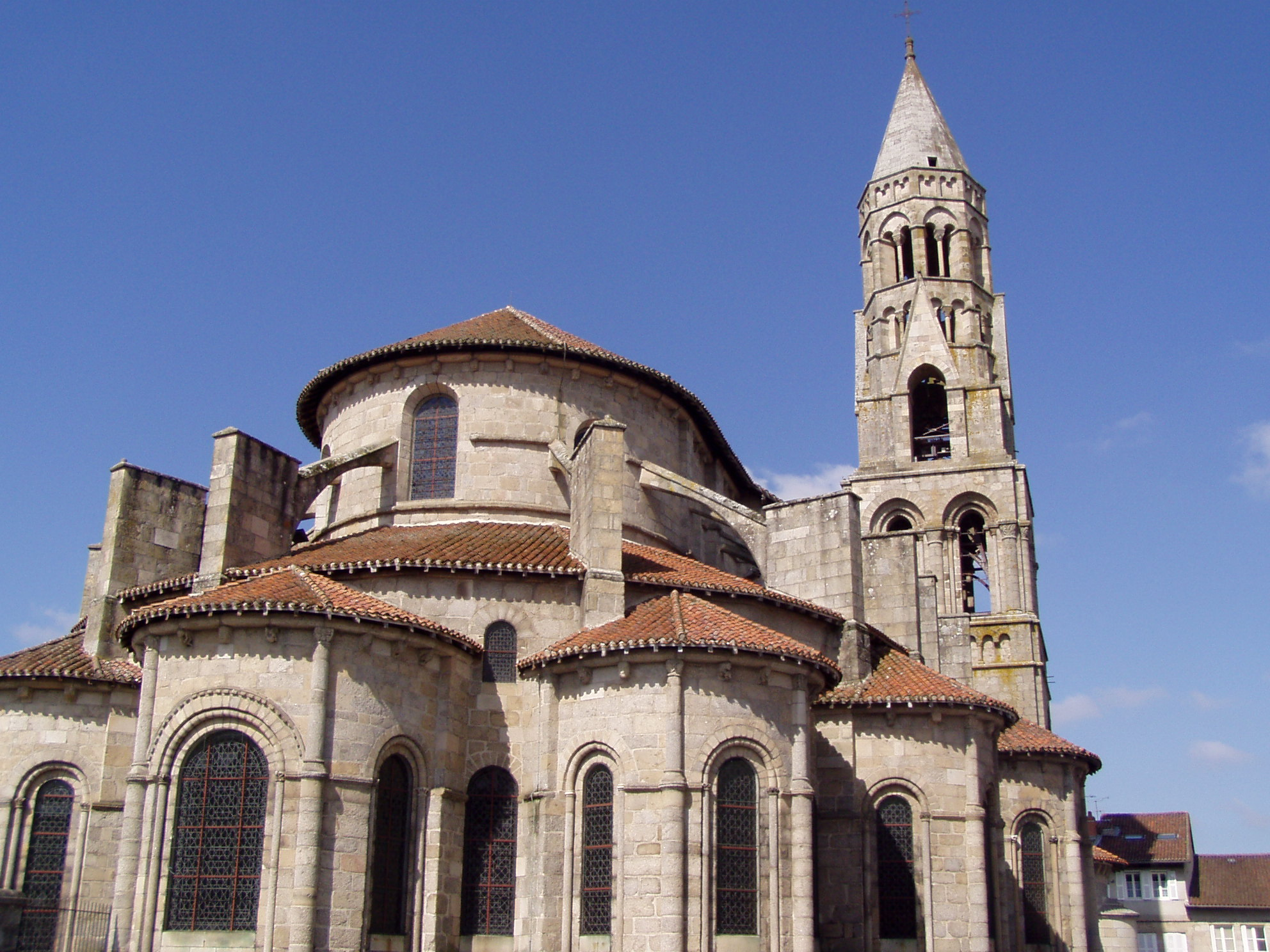
Stiftskirche

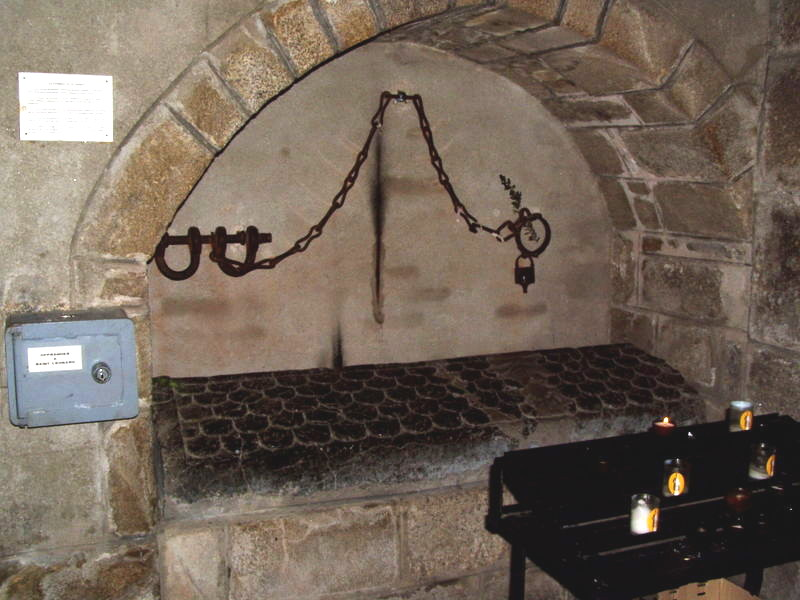
Grab von Sankt Leonhard

Die Stiftskirche Saint-Léonard-de-Noblat aus dem 11./12. Jahrhundert ist ein zentrales Werk der Romanik im Limousin. Das fünfjochige Kirchenschiff wird durch ein Querschiff mit einer zentralen Kuppel abgeschlossen, an das sich ein großer Chor mit sieben kleinen Kapellen anschließt.
Der Kirchturm ist ein sehr schönes Beispiel für einen „limousinischen“ Turm. Er erhebt sich über an zwei Seiten offenen Arkaden mit verzierten Kapitellen. Er besteht aus vier quadratischen Stockwerken mit einer zentralen Säule, die von zwei weiteren achteckigen Stockwerken überragt werden.
An der Nordseite der Kirche befindet sich zwischen Turm und Querschiff eine runde Kapelle, die durch vier über Kreuz angeordnete Apsisnischen strukturiert wird. Den zentralen Raum überwölbt eine von acht Säulen getragene Kuppel.
Das Grab des hl. Leonhard liegt im Inneren der Kirche im südlichen Querschiff. An dessen Rückwand sind die Ketten angebracht, mit denen er immer dargestellt wird. Nach der Tradition sollen Frauen, die heiraten und Kinder bekommen wollen, dessen Bügel berühren.
Die Kirche ist seit 1998 als Teil des Weltkulturerbes der UNESCO „Wege der Jakobspilger in Frankreich“ ausgezeichnet. Noblat ist abgeleitet von lateinisch nobiliacum, „Ort der Edlen“.

### Weitere Baudenkmäler
- Das ehemalige Pilgerhospital hat Türen aus dem 13., 14. und 17. Jahrhundert.
- Das ehemalige Kloster der Marienschwestern aus dem 18. Jahrhundert wird heute als Gemeindehaus genutzt. Das Gay-Lussac-Museum befindet sich ebenfalls dort.
- Der Runde Turm und der Eckige Turm auf dem Platz der Republik.
- Das Haus der Konsuln.
- Vom ehemaligen Priorat von Artige auf dem Gebiet der Gemeinde sind die Kirche und ein Teil des Klosters erhalten. Es war der Sitz einer kleinen Eremiten-Gemeinschaft, gegründet von zwei venezianischen Brüdern mit den Namen Marc und Sébastien, die ihre Eremitage in Vieille-Artige einrichteten. Dieser kleine Orden hatte etwa 60 Ableger im gesamten Limousin.

### Museen

#### Museum Gay-Lussac
Das Gay-Lussac-Museum ist unter dem Dach der Akademie von Limoges organisiert.

#### HistoRail
HistoRail ist ein Eisenbahnmuseum, das 1988 eröffnet wurde. Die Sammlung nimmt fast 1000 m² ein, davon 550 m² in zwei Sälen einer alten Schuhfabrik, die mit der Ankunft der Eisenbahn in Saint-Léonard 1881 entstanden war.

## Wirtschaft und Infrastruktur
Zu Beginn des 19. Jahrhunderts siedelte sich die Porzellanindustrie in Saint-Léonard an. Bis heute gibt es vor Ort Fabriken in diesem Sektor.
Eine Spezialität der Stadt ist das Massepain de Saint-Léonard, eine Art von Makrone, hergestellt aus geschälten Mandeln, Eiweiß, Zucker und Mehl.
Zum in der Stadt vorhandenen Know-how gehört auch die Lederherstellung. Der Hersteller J. M. Weston unterhält in Saint-Léonard-de-Noblat eine Gerberei, in der auch Betriebsführungen möglich sind.

## Bevölkerung
| Jahr      | 1962  | 1968  | 1975  | 1982  | 1990  | 1999  | 2009  | 2018  |
| --------- | ----- | ----- | ----- | ----- | ----- | ----- | ----- | ----- |
| Einwohner | 5.676 | 5.709 | 5.457 | 5.275 | 5.024 | 4.764 | 4.655 | 4.470 |

## Persönlichkeiten, die mit Saint-Léonard-de-Noblat verbunden sind
in der Reihenfolge des Geburtsjahres
- Simon François Gay de Vernon (1760–1822), Pionier-Offizier, Baron d’Empire, Professor für Festungsbau, geboren in Saint-Léonard-de-Noblat.
- Louis Joseph Gay-Lussac (1778–1850), Chemiker und Physiker, geboren in Saint-Léonard-de-Noblat. Seine Arbeiten über Gase bilden einen zentralen Bestandteil der Thermischen Zustandsgleichung idealer Gase.
- Louis Longequeue (1914–1990), Politiker der Parti socialiste, von  1956 bis 1990 Bürgermeister von Limoges, geboren in Saint-Léonard-de-Noblat.
- Gilles Deleuze (1925–1995), Philosoph, ist auf dem städtischen Friedhof begraben.
- Serge Gainsbourg (1928–1991), Chansonnier, Komponist und Filmschauspieler, flüchtete sich 1944 für mehrere Monate in das örtliche Lyzeum, um der Verfolgung als Jude zu entgehen.
- Jean-Joseph Sanfourche, genannt „Sanfourche“, (1929–2010), Maler, Bildhauer Dichter, starb in Saint-Léonard-de-Noblat. Er verkaufte eine Reihe von Bronzen an die Sängerin Tina Turner.
- Théo Sarapo (1936–1970), Sänger, starb infolge eines Autounfalls bei Saint–Léonard–de–Noblat.
- Raymond Poulidor (1936–2019), Radrennfahrer, lebte und starb in Saint-Léonard-de-Noblat.

## Gemeindepartnerschaft
- Drusenheim im Elsass